# Max Florian Hoppe
Max Florian Hoppe (* 29. Mai 1981 in Berlin) ist ein deutscher Schauspieler.
Die Schauspielausbildung absolvierte Hoppe zwischen 2004 und 2006 am Berliner Special Coaching Actors Studio bei der Schauspielerin Kristiane Kupfer. Nach einigen Nebenrollen in Fernsehproduktionen wurde Hoppe 2008 für die Rolle des Kommunikationstechnikers Ben Asmus in der ZDF-Fernsehserie Küstenwache besetzt, durch die er einem breiten Publikum bekannt wurde.
Max Florian Hoppe lebt in Berlin.

## Filmografie (Auswahl)
- 2005: Namus
- 2006: Futschicato
- 2006: SOKO Wismar: Seitenwechsel (TV-Serie)
- 2008–2016: Küstenwache (TV-Serie)
- 2008: Capri (italienische TV-Serie)
- 2008: Unser Charly: Gesucht und gefunden (TV-Serie)
- 2009: Die Entbehrlichen
- 2010: Der letzte Bulle (Fernsehserie) – Folge: Die letzte Runde
- 2016: In aller Freundschaft (Fernsehserie) – Folge: Trautes Heim
- 2017: Inga Lindström – Tanz mit mir
- 2018: Morden im Norden (Fernsehserie) – Folge: Zweite Chance
- 2018: SOKO Köln (Fernsehserie) – Folge: Die Boule – Bande
- 2019: Lautlose Tropfen (Fernsehfilm)